# لیو ژیوی
لیو ژیوی (انگلیسی: Liu Zhiwei؛ زادهٔ ۱۸ دسامبر ۱۹۸۱) تیرانداز اهل چین بود. وی در بازی‌های المپیک تابستانی ۲۰۰۴ حضور داشته‌است.